# Arachnospora
Arachnospora är ett släkte av svampar. Arachnospora ingår i divisionen sporsäcksvampar och riket svampar.